# Étampes
Étampes is een gemeente in het Franse departement Essonne (regio Île-de-France) en telt 25.629 inwoners (2019). De plaats is de prefectuur van het arrondissement Étampes.

## Geschiedenis
In de Gallo-Romeinse periode was Stampae een halteplaats op de weg tussen Lutetia (Parijs) à Ganebum (Orléans). Er was een nederzetting op de plaats van de huidige kerk Saint-Martin.

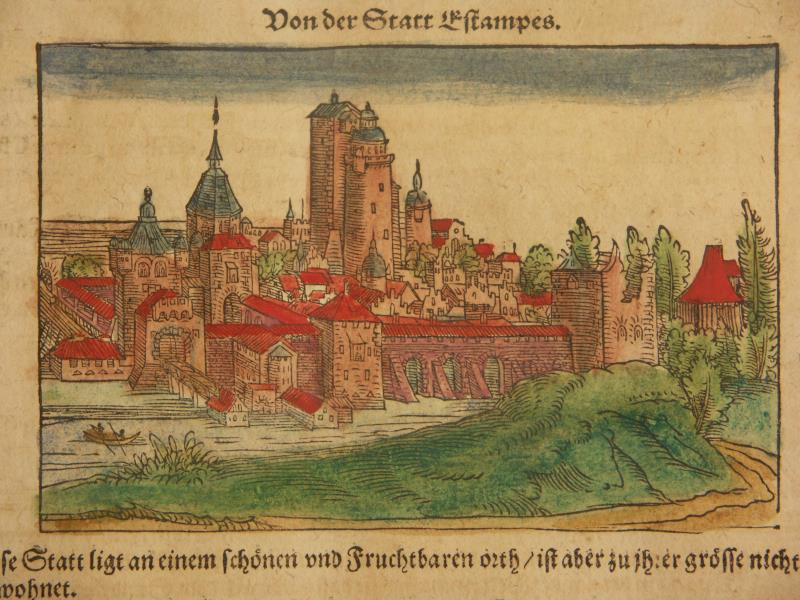
Étampes in de 16e eeuw

In de 11e eeuw liet koning Robert II van Frankrijk een koninklijke residentie bouwen naast het oude Étampes (Estampes-les-Vieilles). Daar verrezen verschillende kerken en kapellen. De waters van de Louette en de Chalouette werden via kanalen omgeleid om de groeiende stad Estampes-le-châtel van water te voorzien. In 1123 werd begonnen met de bouw van de kerk Saint-Gilles en hierrond groeide een derde kern. In de loop van de 13e eeuw groeiden de verschillende kernen samen tot een stad.
Koning Frans I schonk Étampes aan zijn minnares Anne de Pisseleu en haar echtgenoot werd in 1536 graaf van Étampes. In 1553 werd Diane de Poitiers, minnares van koning Hendrik II, gravin van Étampes. In de tweede helft van de 16e eeuw was de stad een strijdtoneel tussen katholieken en protestanten. Koning Hendrik IV kreeg de stad in 1589 in handen en liet het kasteel en de stadswallen afbreken.
Na de Franse Revolutie werd Étampes de prefectuur van een arrondissement. In 1843 werd een treinstation geopend op de lijn Parijs - Orléans en er kwam industrie in de gemeente. In het gehucht Mondésir kwam er aan het begin van de 20e eeuw een vliegveld. Op 13 juli 1909 vloog Louis Blériot van Mondésir naar Chevilly in 56 minuten. Tussen 1910 en 1912 was er een vliegschool in Mondésir.
In 1940 werd de stad gebombardeerd en op 10 juni 1944 was er een geallieerd luchtbombardement op het treinstation. De wijk Saint-Gilles werd voor 70% vernield. Na de oorlog volgde wederopbouw en werd ook de nieuwe wijk Guinette gebouwd.

## Geografie
De oppervlakte van Étampes bedraagt 40,9 km², de bevolkingsdichtheid is 626 inwoners per km² (2019). Étampes ligt 50 km ten zuidwesten van Parijs.
De gemeente is onderverdeeld in zeven wijken: Guinette, Saint-Michel, Saint-Pierre, Centre-Ville, Saint-Gilles, Saint-Martin en Petit Saint-Mars. Daarnaast zijn er ook nog de gehuchten: L’Humery, Valnay, Pierrefitte, Villesauvage, Mondésir, Guignonville en Le Chesnay.
De onderstaande kaart toont de ligging van Étampes met de belangrijkste infrastructuur en aangrenzende gemeenten.

## Demografie
Onderstaande figuur toont het verloop van het inwonertal (bron: INSEE-tellingen).

## Bezienswaardigheden
- Eglise Saint-Martin
- Collégiale Notre-Dame-du-Fort
- Château d'Étampes (of Tour de Guinette, de donjon als enig overblijfsel van het middeleeuws kasteel)

### Galerij

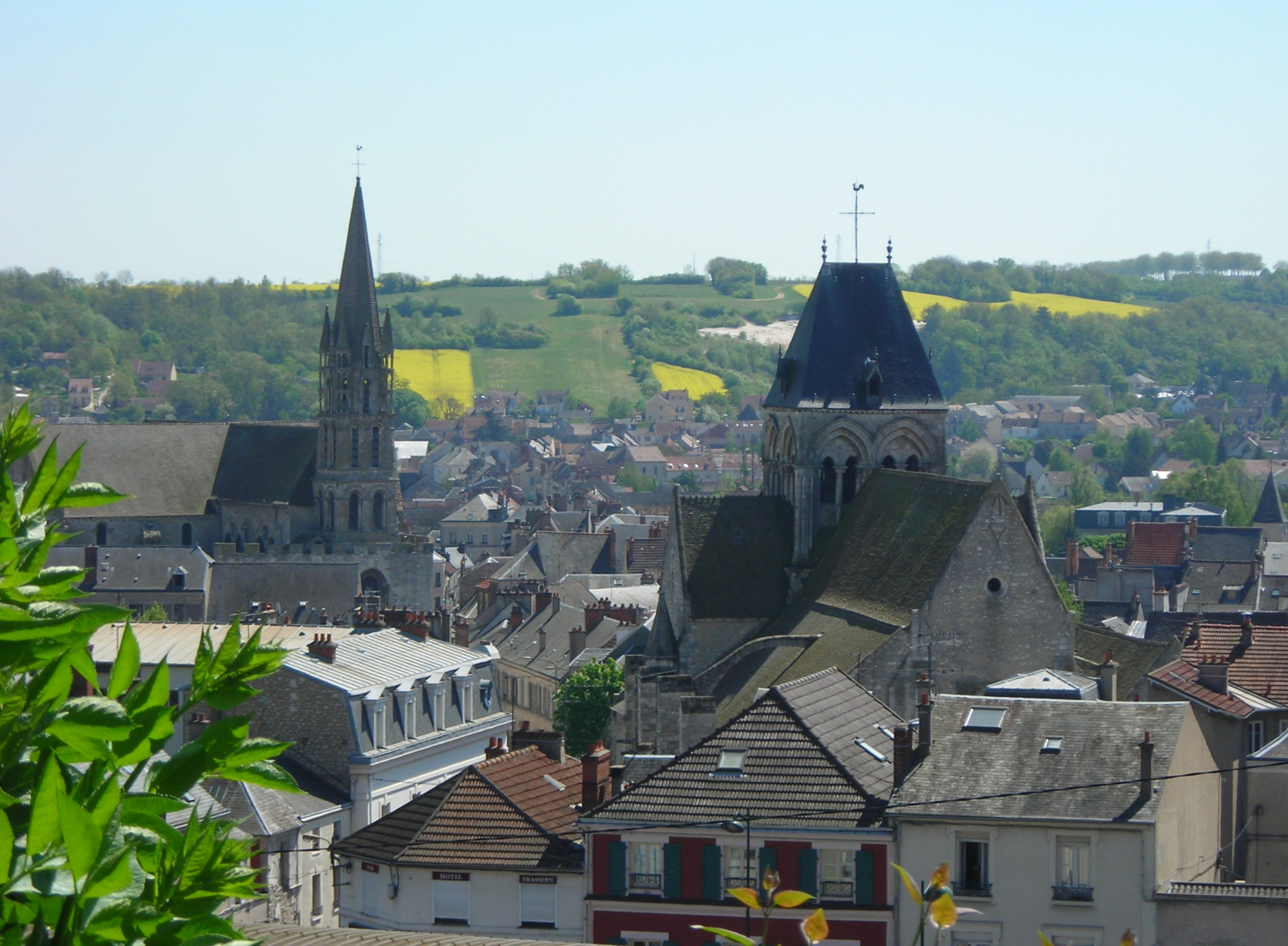
Uitzicht op Étampes
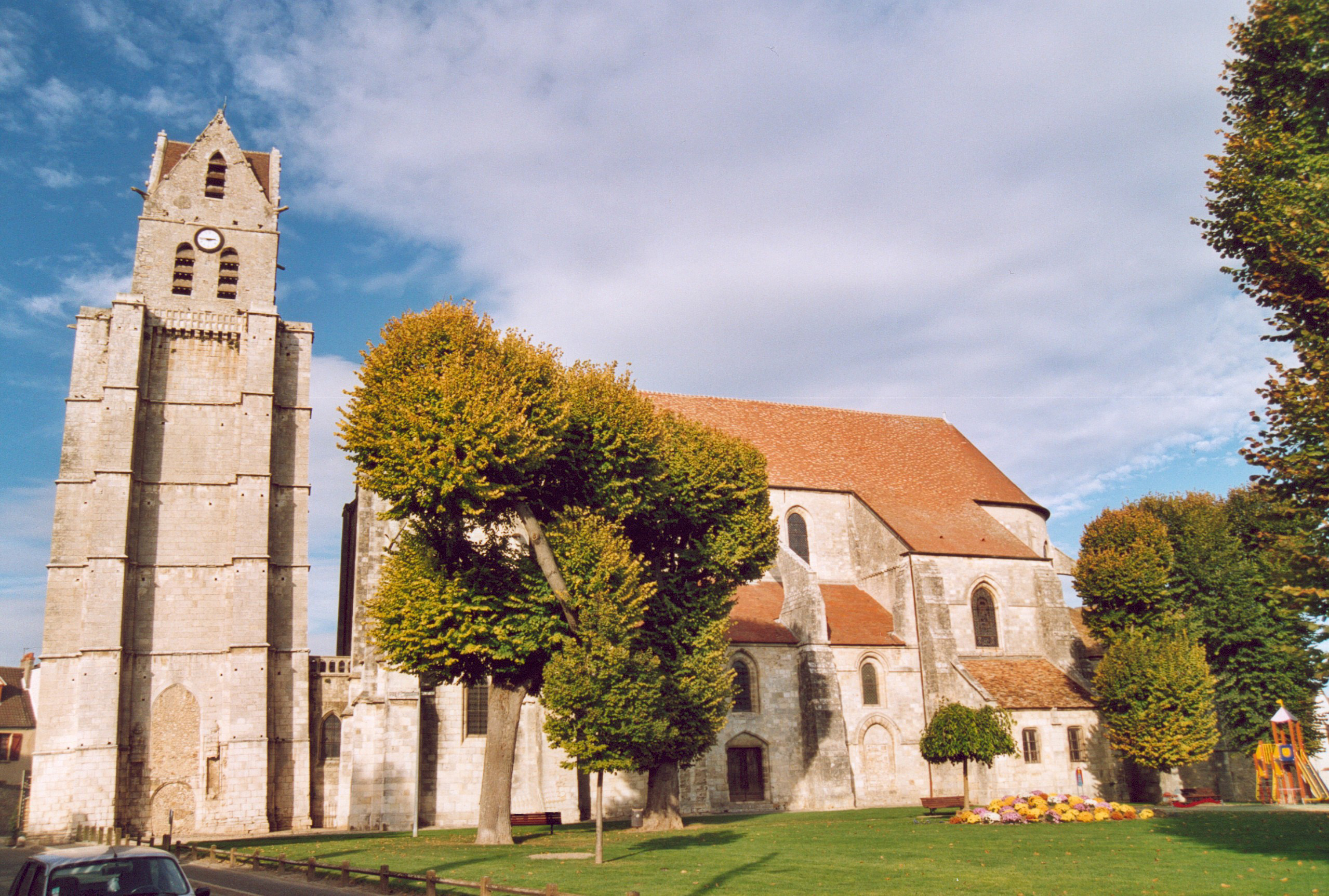
Katholieke kerk Saint-Martin in Étampes
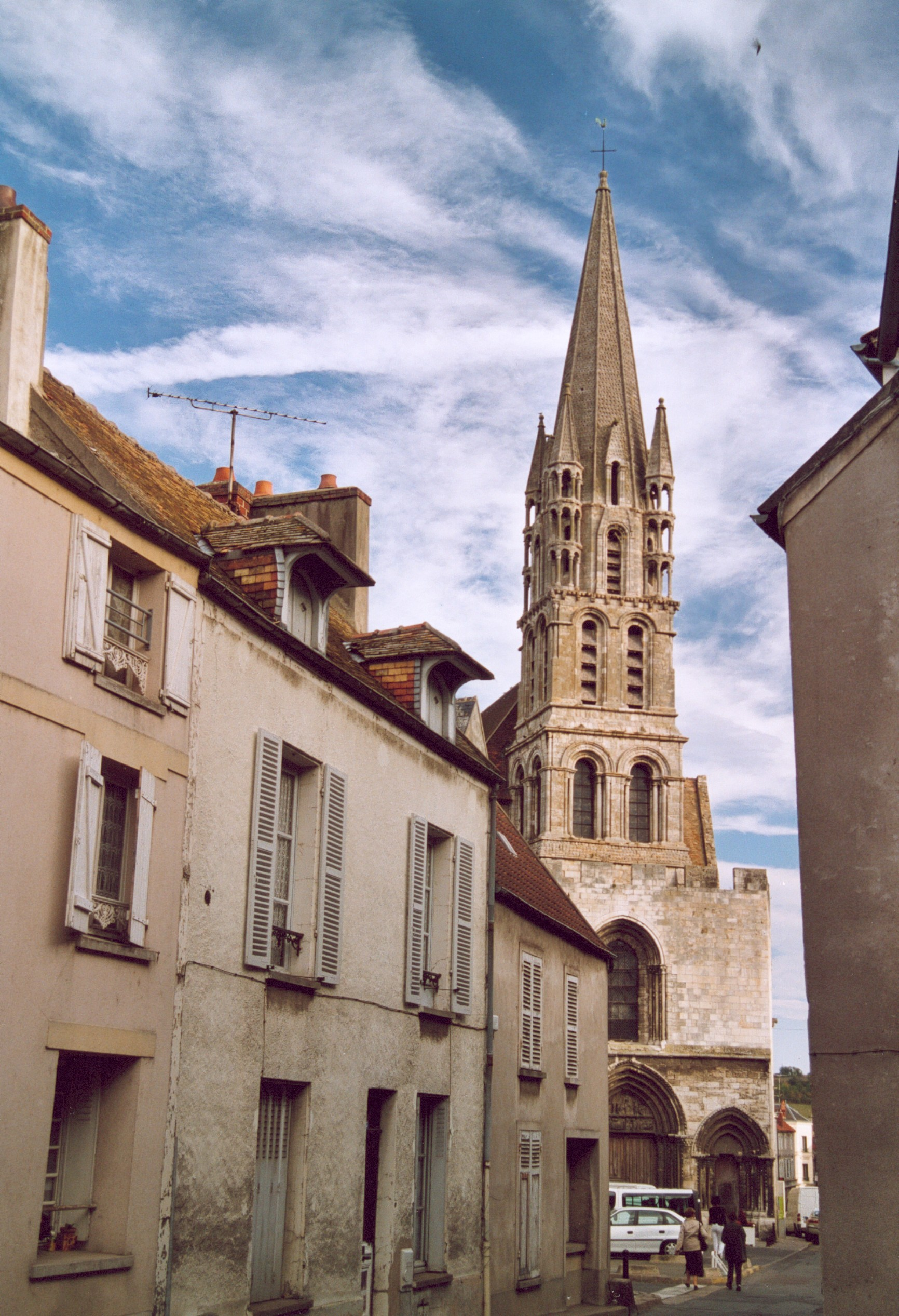
Katholieke kerk Notre-Dame-du-Fort in Étampes

## Verkeer en vervoer
Étampes heeft een station aan lijn C van het RER-netwerk.

## Geboren
- Frans II van Bretagne (1435-1488), graaf van Étampes en hertog van Bretagne
- Jean-Étienne Guettard (1715-1786), natuuronderzoeker en mineraloog
- Étienne Geoffroy Saint-Hilaire (1772-1844), natuuronderzoeker
- Louise Abbéma (1853-1927), impressionistische kunstschilderes, beeldhouwster en ontwerpster
- Arnaud Beltrame (1973-2018), officier bij de Gendarmerie Nationale
- Jean Victor Makengo (1998), voetballer
- Moussa Sylla (1999), voetballer